# Concacaf Caribbean Cup 2023
Concacaf Caribbean Cup 2023 var den 1:a säsongen av Concacaf Caribbean Cup, turneringen fungerade som Karibiens kval till Concacaf Champions Cup 2024 (tidigare känd som Concacaf Champions League).

## Kvalificerade lag
- Atlético Pantoja
- Cavalier
- Cibao
- Defence Force
- Dunbeholden
- Golden Lion
- Harbour View
- Moca
- Port of Spain
- Robinhood

## Gruppspel
Lagen spelade två matcher hemma och två matcher borta.

### Grupp A
| Nr | Lag           | S | V | O | F | GM | IM | MS | P  |
| -- | ------------- | - | - | - | - | -- | -- | -- | -- |
| 1  | Cavalier      | 4 | 3 | 1 | 0 | 11 | 4  | +7 | 10 |
| 2  | Moca          | 4 | 3 | 0 | 1 | 6  | 3  | +3 | 9  |
| 3  | Defence Force | 4 | 1 | 2 | 1 | 3  | 4  | −1 | 5  |
| 4  | Golden Lion   | 4 | 1 | 0 | 3 | 5  | 11 | −6 | 3  |
| 5  | Port of Spain | 4 | 0 | 1 | 3 | 4  | 7  | −3 | 1  |

|             | 24 augusti 2023 | Defence Force | 1 – 1           | Cavalier                  | Hasely Crawford Stadium                      |                                              |
| 20:00 UTC−4 | 20:00 UTC−4     | Reon Moore 6′ | (1 – 1) Rapport | 36′ (str.) Shaniel Thomas | Port of Spain Domare: Shavin Greene (Guyana) | Port of Spain Domare: Shavin Greene (Guyana) |
| 20:00 UTC−4 | 20:00 UTC−4     |               |                 |                           | Port of Spain Domare: Shavin Greene (Guyana) | Port of Spain Domare: Shavin Greene (Guyana) |
| 20:00 UTC−4 | 20:00 UTC−4     |               |                 |                           | Port of Spain Domare: Shavin Greene (Guyana) | Port of Spain Domare: Shavin Greene (Guyana) |

|             | 25 augusti 2023 | Moca             | 1 – 0           | Port of Spain | Estadio Complejo Deportivo Moca 86   |                                      |
| 10:00 UTC−4 | 10:00 UTC−4     | Manuel Vidal 55′ | (0 – 0) Rapport |               | Moca Domare: Steffon Dewar (Jamaica) | Moca Domare: Steffon Dewar (Jamaica) |
| 10:00 UTC−4 | 10:00 UTC−4     |                  |                 |               | Moca Domare: Steffon Dewar (Jamaica) | Moca Domare: Steffon Dewar (Jamaica) |
| 10:00 UTC−4 | 10:00 UTC−4     |                  |                 |               | Moca Domare: Steffon Dewar (Jamaica) | Moca Domare: Steffon Dewar (Jamaica) |

|             | 30 augusti 2023 | Golden Lion | 0 – 1           | Defence Force  | Stade Pierre-Aliker                                |                                                    |
| 18:00 UTC−4 | 18:00 UTC−4     |             | (0 – 0) Rapport | 48′ Reon Moore | Fort-de-France Domare: Norberto Da Silva (Curaçao) | Fort-de-France Domare: Norberto Da Silva (Curaçao) |
| 18:00 UTC−4 | 18:00 UTC−4     |             |                 |                | Fort-de-France Domare: Norberto Da Silva (Curaçao) | Fort-de-France Domare: Norberto Da Silva (Curaçao) |
| 18:00 UTC−4 | 18:00 UTC−4     |             |                 |                | Fort-de-France Domare: Norberto Da Silva (Curaçao) | Fort-de-France Domare: Norberto Da Silva (Curaçao) |

|             | 31 augusti 2023 | Cavalier                                    | 2 – 1           | Port of Spain      | Independence Park                      |                                        |
| 17:00 UTC−5 | 17:00 UTC−5     | Jalmaro Calvin 8′ Christopher Ainsworth 60′ | (1 – 0) Rapport | 71′ Duane Muckette | Kingston Domare: Yadel Martínez (Kuba) | Kingston Domare: Yadel Martínez (Kuba) |
| 17:00 UTC−5 | 17:00 UTC−5     |                                             |                 |                    | Kingston Domare: Yadel Martínez (Kuba) | Kingston Domare: Yadel Martínez (Kuba) |
| 17:00 UTC−5 | 17:00 UTC−5     |                                             |                 |                    | Kingston Domare: Yadel Martínez (Kuba) | Kingston Domare: Yadel Martínez (Kuba) |

|             | 19 september 2023 | Cavalier                            | 3 – 0           | Moca | Independence Park                     |                                       |
| 19:00 UTC−5 | 19:00 UTC−5       | Shaniel Thomas 23′, 58′, 77′ (str.) | (1 – 0) Rapport |      | Kingston Domare: Reon Radix (Grenada) | Kingston Domare: Reon Radix (Grenada) |
| 19:00 UTC−5 | 19:00 UTC−5       |                                     |                 |      | Kingston Domare: Reon Radix (Grenada) | Kingston Domare: Reon Radix (Grenada) |
| 19:00 UTC−5 | 19:00 UTC−5       |                                     |                 |      | Kingston Domare: Reon Radix (Grenada) | Kingston Domare: Reon Radix (Grenada) |

|             | 20 september 2023 | Port of Spain                                    | 2 – 3           | Golden Lion                                                              | Hasely Crawford Stadium                                         |                                                                 |
| 18:00 UTC−4 | 18:00 UTC−4       | Radanfah Abu Bakr 28′ Samuel Mondesir 68′ (sjm.) | (1 – 2) Rapport | 2′ Thierry Catherine 16′ (sjm.) Robert Primus 83′ (str.) Kévin Parsemain | Port of Spain Domare: Adonis Carrasco (Dominikanska republiken) | Port of Spain Domare: Adonis Carrasco (Dominikanska republiken) |
| 18:00 UTC−4 | 18:00 UTC−4       |                                                  |                 |                                                                          | Port of Spain Domare: Adonis Carrasco (Dominikanska republiken) | Port of Spain Domare: Adonis Carrasco (Dominikanska republiken) |
| 18:00 UTC−4 | 18:00 UTC−4       |                                                  |                 |                                                                          | Port of Spain Domare: Adonis Carrasco (Dominikanska republiken) | Port of Spain Domare: Adonis Carrasco (Dominikanska republiken) |

|             | 26 september 2023 | Moca                                         | 3 – 0           | Golden Lion | Estadio Complejo Deportivo Moca 86   |                                      |
| 20:00 UTC−4 | 20:00 UTC−4       | Gustavo Ascona 23′ Victor Sánchez 27′, 45+1′ | (3 – 0) Rapport |             | Moca Domare: Carl-Henry Elie (Haiti) | Moca Domare: Carl-Henry Elie (Haiti) |
| 20:00 UTC−4 | 20:00 UTC−4       |                                              |                 |             | Moca Domare: Carl-Henry Elie (Haiti) | Moca Domare: Carl-Henry Elie (Haiti) |
| 20:00 UTC−4 | 20:00 UTC−4       |                                              |                 |             | Moca Domare: Carl-Henry Elie (Haiti) | Moca Domare: Carl-Henry Elie (Haiti) |

|             | 28 september 2023 | Port of Spain           | 1 – 1           | Defence Force   | Hasely Crawford Stadium                                    |                                                            |
| 18:00 UTC−4 | 18:00 UTC−4       | Michel Poon-Angeron 77′ | (0 – 0) Rapport | 90+3′ Brent Sam | Port of Spain Domare: Kimbell Ward (Saint Kitts och Nevis) | Port of Spain Domare: Kimbell Ward (Saint Kitts och Nevis) |
| 18:00 UTC−4 | 18:00 UTC−4       |                         |                 |                 | Port of Spain Domare: Kimbell Ward (Saint Kitts och Nevis) | Port of Spain Domare: Kimbell Ward (Saint Kitts och Nevis) |
| 18:00 UTC−4 | 18:00 UTC−4       |                         |                 |                 | Port of Spain Domare: Kimbell Ward (Saint Kitts och Nevis) | Port of Spain Domare: Kimbell Ward (Saint Kitts och Nevis) |

|             | 4 oktober 2023 | Golden Lion                                 | 2 – 5           | Cavalier                                                                    | Stade Pierre-Aliker                                           |                                                               |
| 20:00 UTC−4 | 20:00 UTC−4    | Thierry Catherine 51′ Wilfrid Charloton 71′ | (0 – 5) Rapport | 7′ (sjm.) Marvin Bellance 14′ Jalmaro Calvin 34′, 37′, 45+2′ Shaniel Thomas | Fort-de-France Domare: Ken Pennyfeather (Antigua och Barbuda) | Fort-de-France Domare: Ken Pennyfeather (Antigua och Barbuda) |
| 20:00 UTC−4 | 20:00 UTC−4    |                                             |                 |                                                                             | Fort-de-France Domare: Ken Pennyfeather (Antigua och Barbuda) | Fort-de-France Domare: Ken Pennyfeather (Antigua och Barbuda) |
| 20:00 UTC−4 | 20:00 UTC−4    |                                             |                 |                                                                             | Fort-de-France Domare: Ken Pennyfeather (Antigua och Barbuda) | Fort-de-France Domare: Ken Pennyfeather (Antigua och Barbuda) |

|             | 4 oktober 2023 | Defence Force | 0 – 2           | Moca                                     | Hasely Crawford Stadium                      |                                              |
| 20:00 UTC−4 | 20:00 UTC−4    |               | (0 – 0) Rapport | 64′ Gustavo Ascona 90+4′ Ronaldo de Peña | Port of Spain Domare: Shavin Greene (Guyana) | Port of Spain Domare: Shavin Greene (Guyana) |
| 20:00 UTC−4 | 20:00 UTC−4    |               |                 |                                          | Port of Spain Domare: Shavin Greene (Guyana) | Port of Spain Domare: Shavin Greene (Guyana) |
| 20:00 UTC−4 | 20:00 UTC−4    |               |                 |                                          | Port of Spain Domare: Shavin Greene (Guyana) | Port of Spain Domare: Shavin Greene (Guyana) |

### Grupp B
| Nr | Lag              | S | V | O | F | GM | IM | MS | P |
| -- | ---------------- | - | - | - | - | -- | -- | -- | - |
| 1  | Robinhood        | 4 | 3 | 0 | 1 | 8  | 4  | +4 | 9 |
| 2  | Harbour View     | 4 | 2 | 1 | 1 | 6  | 5  | +1 | 7 |
| 3  | Cibao            | 4 | 1 | 1 | 2 | 4  | 5  | −1 | 4 |
| 4  | Dunbeholden      | 4 | 1 | 1 | 2 | 3  | 5  | −2 | 4 |
| 5  | Atlético Pantoja | 4 | 0 | 3 | 1 | 4  | 6  | −2 | 3 |

|             | 23 augusti 2023 | Harbour View     | 1 – 0           | Dunbeholden | Independence Park                                       |                                                         |
| 17:00 UTC−5 | 17:00 UTC−5     | Gavin Burton 71′ | (0 – 0) Rapport |             | Kingston Domare: Ken Pennyfeather (Antigua och Barbuda) | Kingston Domare: Ken Pennyfeather (Antigua och Barbuda) |
| 17:00 UTC−5 | 17:00 UTC−5     |                  |                 |             | Kingston Domare: Ken Pennyfeather (Antigua och Barbuda) | Kingston Domare: Ken Pennyfeather (Antigua och Barbuda) |
| 17:00 UTC−5 | 17:00 UTC−5     |                  |                 |             | Kingston Domare: Ken Pennyfeather (Antigua och Barbuda) | Kingston Domare: Ken Pennyfeather (Antigua och Barbuda) |

|             | 24 augusti 2023 | Cibao              | 1 – 1           | Atlético Pantoja | Estadio Cibao                                           |                                                         |
| 21:00 UTC−4 | 21:00 UTC−4     | Carlos Ventura 34′ | (1 – 0) Rapport | 89′ Juan Castaño | Santiago de los Caballeros Domare: Reon Radix (Grenada) | Santiago de los Caballeros Domare: Reon Radix (Grenada) |
| 21:00 UTC−4 | 21:00 UTC−4     |                    |                 |                  | Santiago de los Caballeros Domare: Reon Radix (Grenada) | Santiago de los Caballeros Domare: Reon Radix (Grenada) |
| 21:00 UTC−4 | 21:00 UTC−4     |                    |                 |                  | Santiago de los Caballeros Domare: Reon Radix (Grenada) | Santiago de los Caballeros Domare: Reon Radix (Grenada) |

|             | 30 augusti 2023 | Atlético Pantoja | 1 – 1           | Dunbeholden           | Félix Sánchez Olympic Stadium                                |                                                              |
| 20:00 UTC−4 | 20:00 UTC−4     | Luis Espinal 14′ | (1 – 0) Rapport | 48′ Dean-Andre Thomas | Santo Domingo Domare: Reginald Gumbs (Saint Kitts och Nevis) | Santo Domingo Domare: Reginald Gumbs (Saint Kitts och Nevis) |
| 20:00 UTC−4 | 20:00 UTC−4     |                  |                 |                       | Santo Domingo Domare: Reginald Gumbs (Saint Kitts och Nevis) | Santo Domingo Domare: Reginald Gumbs (Saint Kitts och Nevis) |
| 20:00 UTC−4 | 20:00 UTC−4     |                  |                 |                       | Santo Domingo Domare: Reginald Gumbs (Saint Kitts och Nevis) | Santo Domingo Domare: Reginald Gumbs (Saint Kitts och Nevis) |

|             | 31 augusti 2023 | Robinhood           | 1 – 0           | Cibao | Dr. Ir. Franklin Essed Stadion                          |                                                         |
| 21:00 UTC−3 | 21:00 UTC−3     | Shaquille Cairo 55′ | (0 – 0) Rapport |       | Paramaribo Domare: Kimbell Ward (Saint Kitts och Nevis) | Paramaribo Domare: Kimbell Ward (Saint Kitts och Nevis) |
| 21:00 UTC−3 | 21:00 UTC−3     |                     |                 |       | Paramaribo Domare: Kimbell Ward (Saint Kitts och Nevis) | Paramaribo Domare: Kimbell Ward (Saint Kitts och Nevis) |
| 21:00 UTC−3 | 21:00 UTC−3     |                     |                 |       | Paramaribo Domare: Kimbell Ward (Saint Kitts och Nevis) | Paramaribo Domare: Kimbell Ward (Saint Kitts och Nevis) |

|             | 20 september 2023 | Atlético Pantoja         | 1 – 1           | Harbour View     | Félix Sánchez Olympic Stadium               |                                             |
| 20:00 UTC−4 | 20:00 UTC−4       | Robert Rosado 59′ (str.) | (0 – 1) Rapport | 6′ Omar Thompson | Santo Domingo Domare: Cleon Culley (Guyana) | Santo Domingo Domare: Cleon Culley (Guyana) |
| 20:00 UTC−4 | 20:00 UTC−4       |                          |                 |                  | Santo Domingo Domare: Cleon Culley (Guyana) | Santo Domingo Domare: Cleon Culley (Guyana) |
| 20:00 UTC−4 | 20:00 UTC−4       |                          |                 |                  | Santo Domingo Domare: Cleon Culley (Guyana) | Santo Domingo Domare: Cleon Culley (Guyana) |

|             | 21 september 2023 | Dunbeholden | 0 – 2           | Robinhood                | Independence Park                                              |                                                                |
| 19:00 UTC−5 | 19:00 UTC−5       |             | (0 – 1) Rapport | 15′, 55′ Shaquille Cairo | Kingston Domare: Moeth Gaymes (Saint Vincent och Grenadinerna) | Kingston Domare: Moeth Gaymes (Saint Vincent och Grenadinerna) |
| 19:00 UTC−5 | 19:00 UTC−5       |             |                 |                          | Kingston Domare: Moeth Gaymes (Saint Vincent och Grenadinerna) | Kingston Domare: Moeth Gaymes (Saint Vincent och Grenadinerna) |
| 19:00 UTC−5 | 19:00 UTC−5       |             |                 |                          | Kingston Domare: Moeth Gaymes (Saint Vincent och Grenadinerna) | Kingston Domare: Moeth Gaymes (Saint Vincent och Grenadinerna) |

|             | 27 september 2023 | Harbour View                                   | 3 – 2           | Robinhood                                       | Independence Park                                      |                                                        |
| 19:00 UTC−5 | 19:00 UTC−5       | Omar Thompson 45+5′ Shaqueil Bradford 55′, 69′ | (1 – 1) Rapport | 33′ Shaquille Cairo 50′ (str.) Jamilhio Rigters | Kingston Domare: Kwinsi Williams (Trinidad och Tobago) | Kingston Domare: Kwinsi Williams (Trinidad och Tobago) |
| 19:00 UTC−5 | 19:00 UTC−5       |                                                |                 |                                                 | Kingston Domare: Kwinsi Williams (Trinidad och Tobago) | Kingston Domare: Kwinsi Williams (Trinidad och Tobago) |
| 19:00 UTC−5 | 19:00 UTC−5       |                                                |                 |                                                 | Kingston Domare: Kwinsi Williams (Trinidad och Tobago) | Kingston Domare: Kwinsi Williams (Trinidad och Tobago) |

|             | 28 september 2023 | Dunbeholden                          | 2 – 1           | Cibao               | Independence Park                                       |                                                         |
| 19:00 UTC−5 | 19:00 UTC−5       | Shakeen Powell 45+2′ Rohan Brown 63′ | (1 – 0) Rapport | 55′ Facundo Guichón | Kingston Domare: Reginald Gumbs (Saint Kitts och Nevis) | Kingston Domare: Reginald Gumbs (Saint Kitts och Nevis) |
| 19:00 UTC−5 | 19:00 UTC−5       |                                      |                 |                     | Kingston Domare: Reginald Gumbs (Saint Kitts och Nevis) | Kingston Domare: Reginald Gumbs (Saint Kitts och Nevis) |
| 19:00 UTC−5 | 19:00 UTC−5       |                                      |                 |                     | Kingston Domare: Reginald Gumbs (Saint Kitts och Nevis) | Kingston Domare: Reginald Gumbs (Saint Kitts och Nevis) |

|             | 5 oktober 2023 | Robinhood                                                 | 3 – 1           | Atlético Pantoja            | Dr. Ir. Franklin Essed Stadion              |                                             |
| 21:00 UTC−3 | 21:00 UTC−3    | Jamilhio Rigters 57′ Renske Adipi 75′ Shaquille Cairo 82′ | (0 – 1) Rapport | 20′ (str.) Francisco Ortega | Paramaribo Domare: Ricangel de Leça (Aruba) | Paramaribo Domare: Ricangel de Leça (Aruba) |
| 21:00 UTC−3 | 21:00 UTC−3    |                                                           |                 |                             | Paramaribo Domare: Ricangel de Leça (Aruba) | Paramaribo Domare: Ricangel de Leça (Aruba) |
| 21:00 UTC−3 | 21:00 UTC−3    |                                                           |                 |                             | Paramaribo Domare: Ricangel de Leça (Aruba) | Paramaribo Domare: Ricangel de Leça (Aruba) |

|             | 5 oktober 2023 | Cibao                                     | 2 – 1           | Harbour View            | Estadio Cibao                                            |                                                          |
| 20:00 UTC−4 | 20:00 UTC−4    | Yohan Parra 23′ Carlos Heredia 32′ (str.) | (2 – 1) Rapport | 45+1′ Shaqueil Bradford | Santiago de los Caballeros Domare: Yadel Martínez (Kuba) | Santiago de los Caballeros Domare: Yadel Martínez (Kuba) |
| 20:00 UTC−4 | 20:00 UTC−4    |                                           |                 |                         | Santiago de los Caballeros Domare: Yadel Martínez (Kuba) | Santiago de los Caballeros Domare: Yadel Martínez (Kuba) |
| 20:00 UTC−4 | 20:00 UTC−4    |                                           |                 |                         | Santiago de los Caballeros Domare: Yadel Martínez (Kuba) | Santiago de los Caballeros Domare: Yadel Martínez (Kuba) |

## Slutspel

### Slutspelsträd
|  | Semifinaler      | Semifinaler | Semifinaler | Semifinaler |            |   | Final | Final | Final | Final |
|  |                  |             |             |             |            |   |       |       |       |       |
|  |                  |             |             |             |            |   |       |       |       |       |
|  |                  |             |             |             |            |   |       |       |       |       |
|  | Moca             | 1           | 0           | 1 (2)       |            |   |       |       |       |       |
|  | Moca             | 1           | 0           | 1 (2)       |            |   |       |       |       |       |
|  | Robinhood (str.) | 0           | 1           | 1 (3)       |            |   |       |       |       |       |
|  | Robinhood (str.) | 0           | 1           | 1 (3)       | Robinhood  | 1 | 2     | 3     |       |       |
|  |                  |             |             |             | Robinhood  | 1 | 2     | 3     |       |       |
|  |                  | Cavalier    | 0           | 0           | 0          |   |       |       |       |       |
|  | Harbour Viev     | Cavalier    | 0           | 0           | 0          | 0 | 0     | 0     |       |       |
|  | Harbour Viev     |             |             |             |            | 0 | 0     | 0     |       |       |
|  | Cavalier         | 5           | 0           | 5           |            |   |       |       |       |       |
|  | Cavalier         | 5           | 0           | 5           | Bronsmatch |   |       |       |       |       |
|  |                  |             |             |             |            |   |       |       |       |       |
|  |                  |             |             |             |            |   |       |       |       |       |
|  |                  |             |             |             |            |   |       |       |       |       |
|  | Harbour Viev     | 1           | 1           | 2           |            |   |       |       |       |       |
|  | Harbour Viev     | 1           | 1           | 2           |            |   |       |       |       |       |
|  | Moca             | 2           | 1           | 3           |            |   |       |       |       |       |

### Semifinaler

#### Harbour View mot Cavalier
|             | 24 oktober 2023 | Harbour View | 0 – 5           | Cavalier                                                                                         | Sabina Park                                |                                            |
| 19:00 UTC−5 | 19:00 UTC−5     |              | (0 – 2) Rapport | 5′ Shaniel Thomas 12′ Jalmaro Calvin 64′ (sjm.) Keven Clarke 72′ Jeovanni Laing 87′ Dwayne Allen | Kingston Domare: Adel Pupo Martínez (Kuba) | Kingston Domare: Adel Pupo Martínez (Kuba) |
| 19:00 UTC−5 | 19:00 UTC−5     |              |                 |                                                                                                  | Kingston Domare: Adel Pupo Martínez (Kuba) | Kingston Domare: Adel Pupo Martínez (Kuba) |
| 19:00 UTC−5 | 19:00 UTC−5     |              |                 |                                                                                                  | Kingston Domare: Adel Pupo Martínez (Kuba) | Kingston Domare: Adel Pupo Martínez (Kuba) |

|             | 31 oktober 2023 | Cavalier | 0 – 0   | Harbour View | Sabina Park                             |                                         |
| 19:00 UTC−5 | 19:00 UTC−5     |          | Rapport |              | Kingston Domare: Shavin Greene (Guyana) | Kingston Domare: Shavin Greene (Guyana) |
| 19:00 UTC−5 | 19:00 UTC−5     |          |         |              | Kingston Domare: Shavin Greene (Guyana) | Kingston Domare: Shavin Greene (Guyana) |
| 19:00 UTC−5 | 19:00 UTC−5     |          |         |              | Kingston Domare: Shavin Greene (Guyana) | Kingston Domare: Shavin Greene (Guyana) |

Saprissa avancerade till final med det ackumulerade slutresultatet 5–0.

#### Moca mot Robinhood
|             | 25 oktober 2023 | Moca                      | 1 – 0           | Robinhood | Estadio Moça Bonita                               |                                                   |
| 18:00 UTC−4 | 18:00 UTC−4     | Gustavo Ascona 30′ (str.) | (1 – 0) Rapport |           | Moca Domare: Kimbell Ward (Saint Kitts och Nevis) | Moca Domare: Kimbell Ward (Saint Kitts och Nevis) |
| 18:00 UTC−4 | 18:00 UTC−4     |                           |                 |           | Moca Domare: Kimbell Ward (Saint Kitts och Nevis) | Moca Domare: Kimbell Ward (Saint Kitts och Nevis) |
| 18:00 UTC−4 | 18:00 UTC−4     |                           |                 |           | Moca Domare: Kimbell Ward (Saint Kitts och Nevis) | Moca Domare: Kimbell Ward (Saint Kitts och Nevis) |

|             | 2 november 2023 | Robinhood                                                                    | 1 – 0                      | Moca                                                                          | Dr. Ir. Franklin Essed Stadion          |                                         |
| 21:00 UTC−3 | 21:00 UTC−3     | Franklin Singodikromo 90+3′                                                  | (0 – 0) Rapport            |                                                                               | Paramaribo Domare: Reon Radix (Grenada) | Paramaribo Domare: Reon Radix (Grenada) |
| 21:00 UTC−3 | 21:00 UTC−3     |                                                                              |                            |                                                                               | Paramaribo Domare: Reon Radix (Grenada) | Paramaribo Domare: Reon Radix (Grenada) |
| 21:00 UTC−3 | 21:00 UTC−3     | Jamilhio Rigters Carlos Da Silva Renske Adipi Ackeini Muesa Murgillio Esajas | Straffsparksläggning 3 – 2 | Richard Dabas José Francisco Sebastián Valencia Manuel Vidal Samil De La Rosa | Paramaribo Domare: Reon Radix (Grenada) | Paramaribo Domare: Reon Radix (Grenada) |

Ackumulerat slutresultat 1–1. Robinhood avancerade till final efter straffsparksläggning.

### Bronsmatch
|             | 28 november 2023 | Harbour View               | 1 – 2           | Moca                                  | Sabina Park                               |                                           |
| 18:00 UTC−5 | 18:00 UTC−5      | Clifford Thomas 15′ (sjm.) | (1 – 1) Rapport | 43′ Gustavo Ascona 65′ José Francisco | Kingston Domare: Ricangel de Leça (Aruba) | Kingston Domare: Ricangel de Leça (Aruba) |
| 18:00 UTC−5 | 18:00 UTC−5      |                            |                 |                                       | Kingston Domare: Ricangel de Leça (Aruba) | Kingston Domare: Ricangel de Leça (Aruba) |
| 18:00 UTC−5 | 18:00 UTC−5      |                            |                 |                                       | Kingston Domare: Ricangel de Leça (Aruba) | Kingston Domare: Ricangel de Leça (Aruba) |

|             | 5 december 2023 | Moca                   | 1 – 1           | Harbour View      | Estadio Cibao FC                                               |                                                                |
| 19:00 UTC−4 | 19:00 UTC−4     | Sebastián Valencia 68′ | (0 – 0) Rapport | 65′ Garth Stewart | Santiago de los Caballeros Domare: Norberto Da Silva (Curaçao) | Santiago de los Caballeros Domare: Norberto Da Silva (Curaçao) |
| 19:00 UTC−4 | 19:00 UTC−4     |                        |                 |                   | Santiago de los Caballeros Domare: Norberto Da Silva (Curaçao) | Santiago de los Caballeros Domare: Norberto Da Silva (Curaçao) |
| 19:00 UTC−4 | 19:00 UTC−4     |                        |                 |                   | Santiago de los Caballeros Domare: Norberto Da Silva (Curaçao) | Santiago de los Caballeros Domare: Norberto Da Silva (Curaçao) |

Moca vann brons med det ackumulerade slutresultatet 3–2.

### Final
|             | 30 november 2023 | Robinhood          | 1 – 0           | Cavalier | Dr. Ir. Franklin Essed Stadion                               |                                                              |
| 20:00 UTC−3 | 20:00 UTC−3      | Dimitrio Andro 69′ | (0 – 0) Rapport |          | Paramaribo Domare: Adonis Carrasco (Dominikanska republiken) | Paramaribo Domare: Adonis Carrasco (Dominikanska republiken) |
| 20:00 UTC−3 | 20:00 UTC−3      |                    |                 |          | Paramaribo Domare: Adonis Carrasco (Dominikanska republiken) | Paramaribo Domare: Adonis Carrasco (Dominikanska republiken) |
| 20:00 UTC−3 | 20:00 UTC−3      |                    |                 |          | Paramaribo Domare: Adonis Carrasco (Dominikanska republiken) | Paramaribo Domare: Adonis Carrasco (Dominikanska republiken) |

|             | 6 december 2023 | Cavalier | 0 – 2           | Robinhood                                        | Independence Park                                      |                                                        |
| 19:00 UTC−5 | 19:00 UTC−5     |          | (0 – 0) Rapport | 89′ Franklin Singodikromo 90+4′ Jamilhio Rigters | Kingston Domare: Kwinsi Williams (Trinidad och Tobago) | Kingston Domare: Kwinsi Williams (Trinidad och Tobago) |
| 19:00 UTC−5 | 19:00 UTC−5     |          |                 |                                                  | Kingston Domare: Kwinsi Williams (Trinidad och Tobago) | Kingston Domare: Kwinsi Williams (Trinidad och Tobago) |
| 19:00 UTC−5 | 19:00 UTC−5     |          |                 |                                                  | Kingston Domare: Kwinsi Williams (Trinidad och Tobago) | Kingston Domare: Kwinsi Williams (Trinidad och Tobago) |

Robinhood mästare med det ackumulerade slutresultatet 3–0.

## Anmärkningslista
1. ↑  Matchen mellan Moca och Port of Spain, ursprungligen planerad att sparka igång den 24 augusti klockan 18:00 UTC−4,[3] sköts upp till den 25 augusti klockan 10:00 UTC−4 på grund av dåliga väderförhållanden.[4]
2. ↑  Matchen mellan Cibao och Atlético Pantoja, ursprungligen planerad att sparka igång den 23 augusti klockan 20:00 UTC−4,[3] sköts upp till den 24 augusti klockan 21:00 UTC−4 på grund av dåliga väderförhållanden relaterade till stormen Franklin.[5]